# Luci Autroni Petus
Luci Autroni Petus (en llatí: Lucius Autronius P. f. L. n. Paetus) va ser un magistrat romà que va viure els darrers temps de la República. Probablement era fill de Publi Autroni Petus, cònsol electe l'any 66 aC, que no va poder assumir el càrrec per haver estat condemnat per ambitus, o suborn als electors. Formava part de la gens Autrònia, i era de la família dels Petus.
Va ser cònsol sufecte l'any 33 aC en el lloc d'Octavi August, que va renunciar al càrrec immediatament després d'accedir-hi, a les calendes de gener, donant així pas al cònsol suplent. Va exercir el càrrec, juntament amb Luci Volcaci Tul·le, fins a la meitat de l'any, quan el va suplir Gai Fonteu Capitó.
Segons els fastos, va celebrar un triomf l'any 28 aC, segurament després de ser procònsol a l'Àfrica.